# عمار الحصن
عمار الحصن (به عربی: عمار الحصن) یک روستا در سوریه است که در استان حمص واقع شده‌است. عمار الحصن ۳۷۳ نفر جمعیت دارد.